# Suzuki Liana
A Suzuki Liana (Európában, Dél-Ázsiában és Ausztráliában Liana (Life In A New Age, „élet egy új korszakban”), az USA-ban és Nagy-Britanniában Suzuki Aerio) egy sportos családi autó, amit a Suzuki gyártott 2001- től. A Suzuki Esteem/Balenó modellt cserélték le vele, egy hosszú ötajtós és egy négyajtós szedán változatban került piacra. Többféle benzin- és egy dízelmotorral volt kapható.

## Tulajdonságai
A legszembetűnőbb tulajdonsága a tágas fejtér. Az alapmodell 5 sebességes manuális váltóval, elsőkerék-meghajtással rendelkezik.
Alap felszereltség: Elektromos ablakemelők, állítható kormánymagasság, elektromos visszapillantó-állítás, első légzsákok az elöl ülőknek, műszerfal alatti autódiagnosztikai csatlakozó (OBD2), lehajtható hátsó ülések.
Extra felszereltség: ABS, oldallégzsákok, légkondicionáló, ködlámpák, ISOFIX gyermekülés-kengyelek, távirányítós központi zár, CD lejátszó, 4 hangszórós hangrendszer, automata váltó, fix négykerékhajtás, teljes méretű pótkerék, alumínium keréktárcsák, fűthető első ülések.
Az összkerékmeghajtás csak a nagyobb motorral volt elérhető. 2004-ben az autót újratervezték, így már jobban hasonlított a japán változatra, ezenkívül elérhetővé vált dízelmotorral is. Az alap váltó egy ötsebességű kézi, de választható volt egy négysebességű automata is. Az összkerékmeghajtás csak automata váltóval szerelt kocsikban volt. Az amerikai Aeriók két változatban voltak megvásárolhatók: S és GS (2002–2004), S és LX (2005), Base és Premium (2006–2007). 2004-ben új 2,3 literes motorral szerelték az autót, 2005-ben pedig egy jelentős áttervezésen esett át a külső és a belső is, 2006-ban alapfelszereltséggé vált az ABS. 2007-ben már csak a szedán változatot gyártották, mert a hatchback átadta a helyét a 2007-es SX4-nek. 2007 év végén az Aerio szedánt sem gyártották tovább, átadva a helyet a 2008-as SX4 Sport szedánnak.

## Motor
Az autó megjelenésével mutatkozott be az új generációs Suzuki M motor 1,3  és 1,6  literes változata. A teljesen alumínium motor soros 4 hengeres. 16 szelepes, két vezérműtengelyes (DOHC), vezérműláncos kialakítással készült. Az Euro 3-as szintet dupla katalizátorral teljesíti. Európában 1.3 és 1.6-os motorral voltak kaphatóak. Az észak-amerikai modellekben nagyobb és erősebb 2,0 L motor kapott helyet.

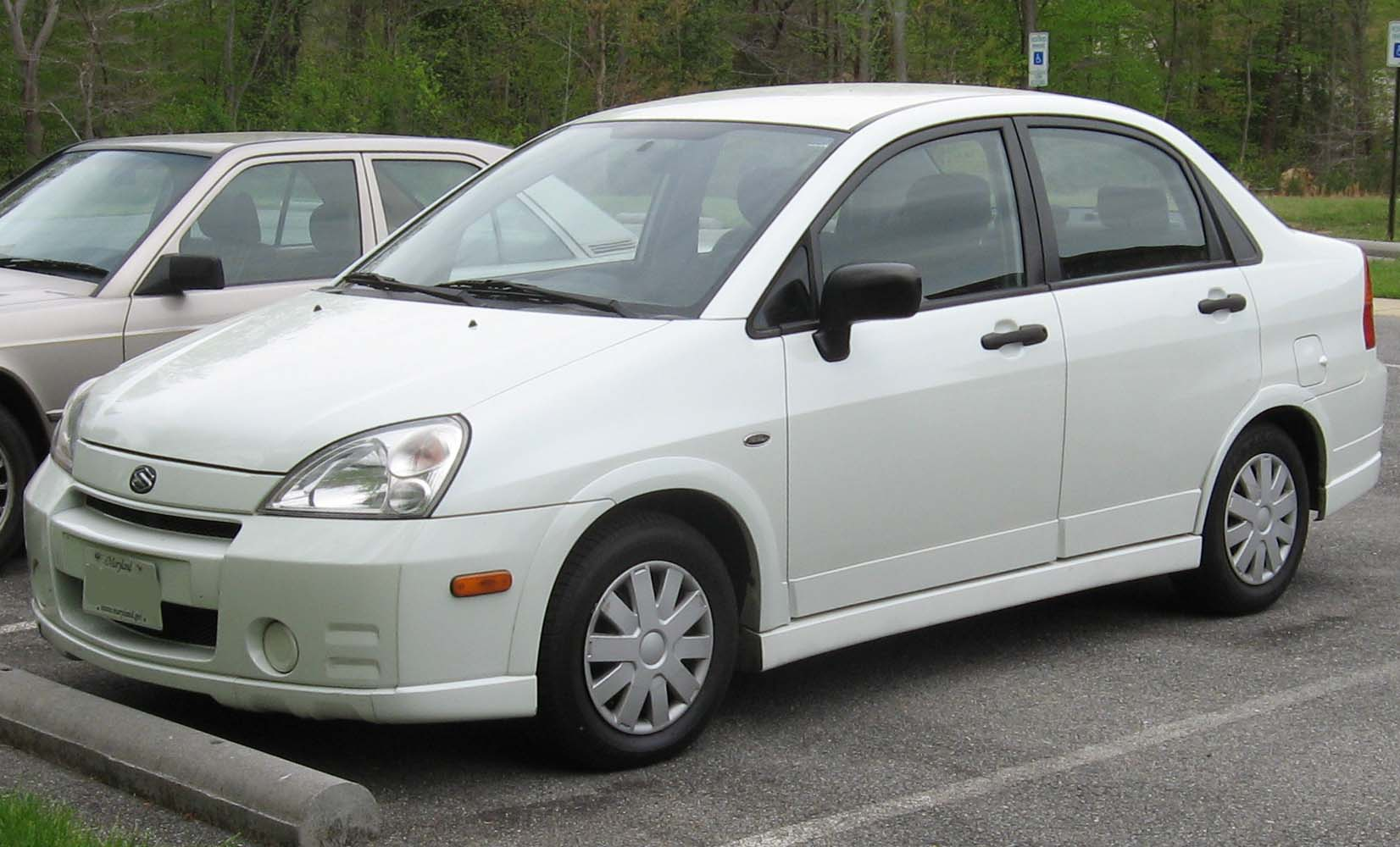
2002–2004 Suzuki Aerio szedán (Észak-Amerika)
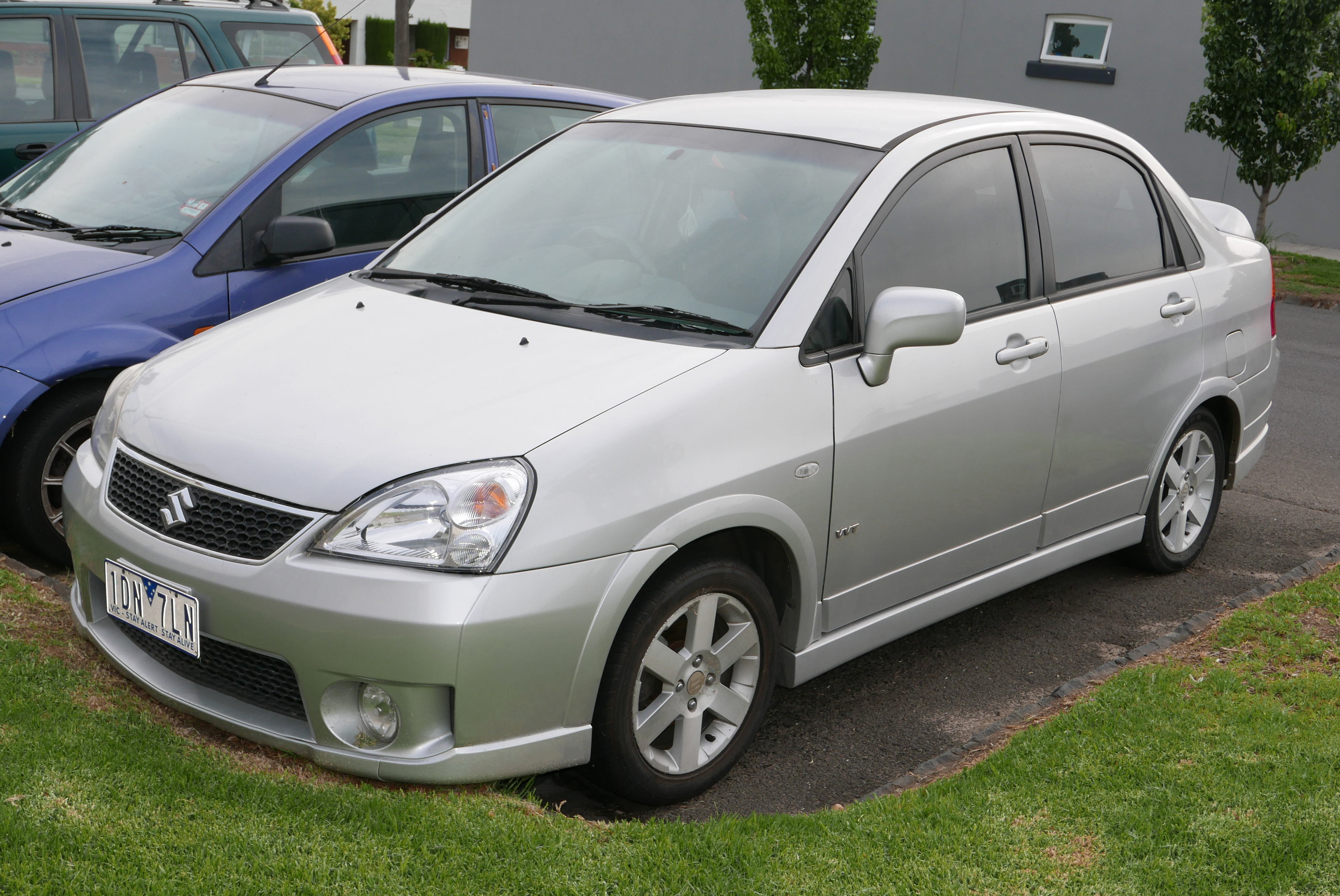
2004–2007 Suzuki Liana szedán (Ausztrália)
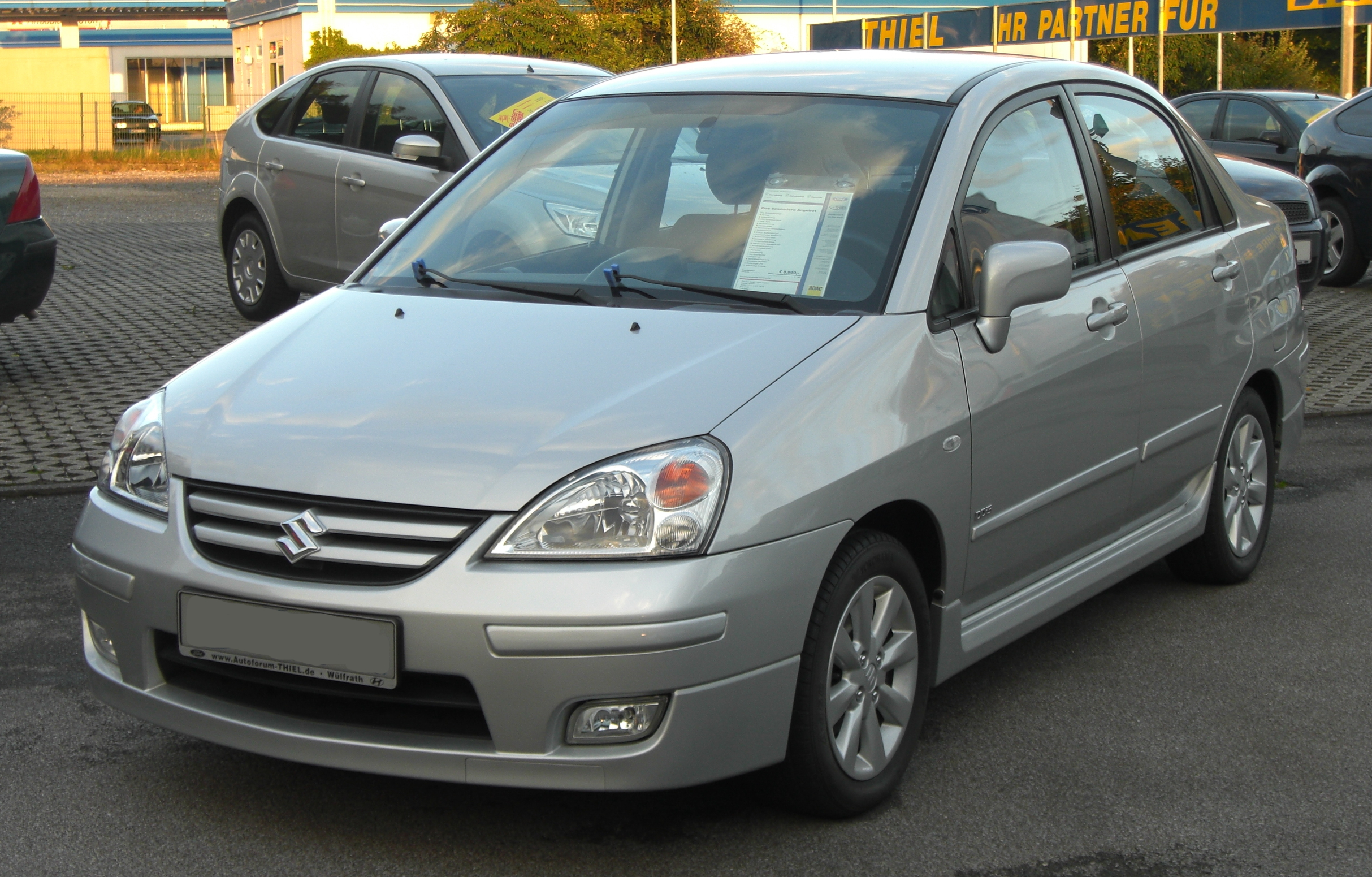
Suzuki Liana szedán (Európa)
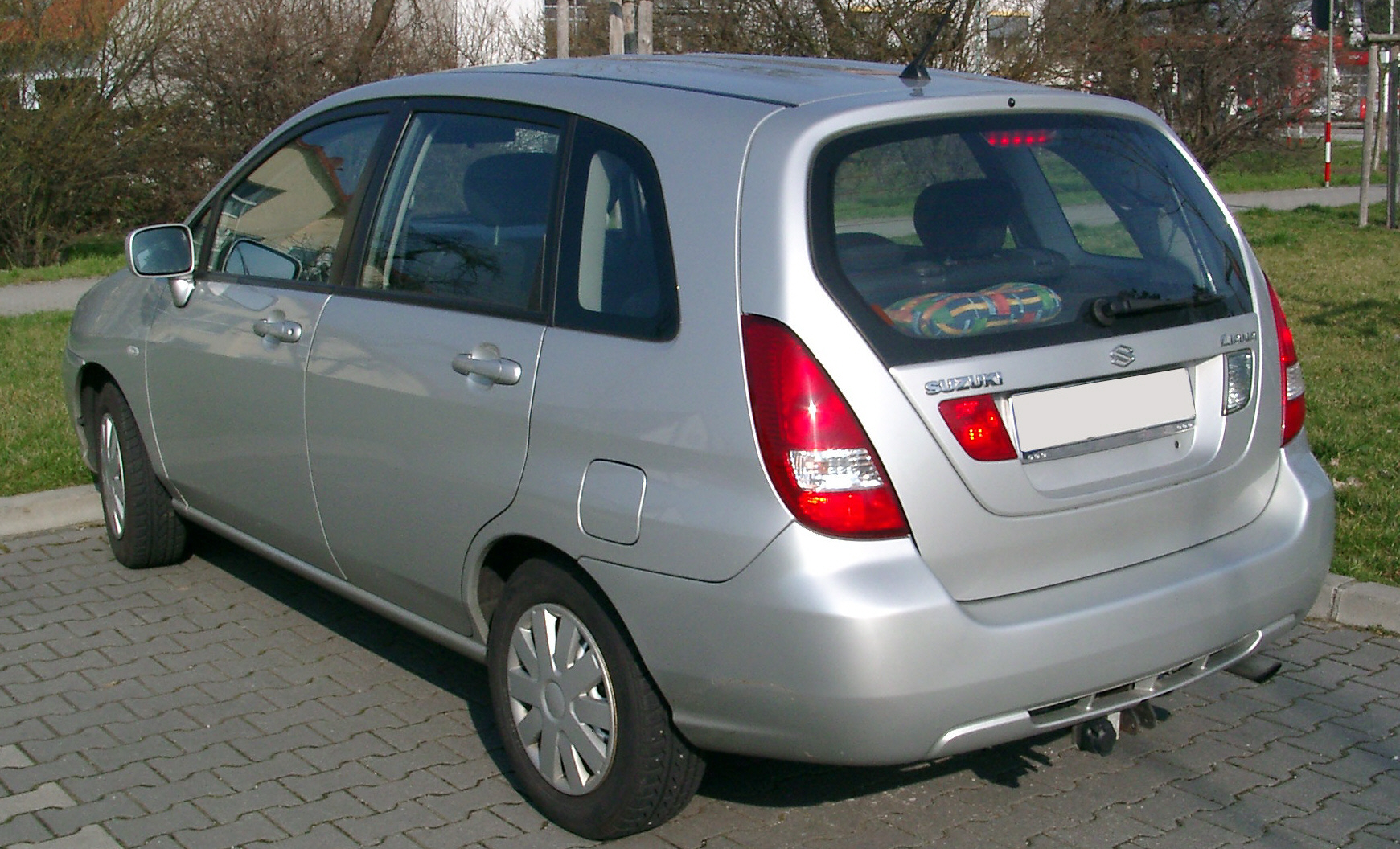
Suzuki Liana kombi hátulról
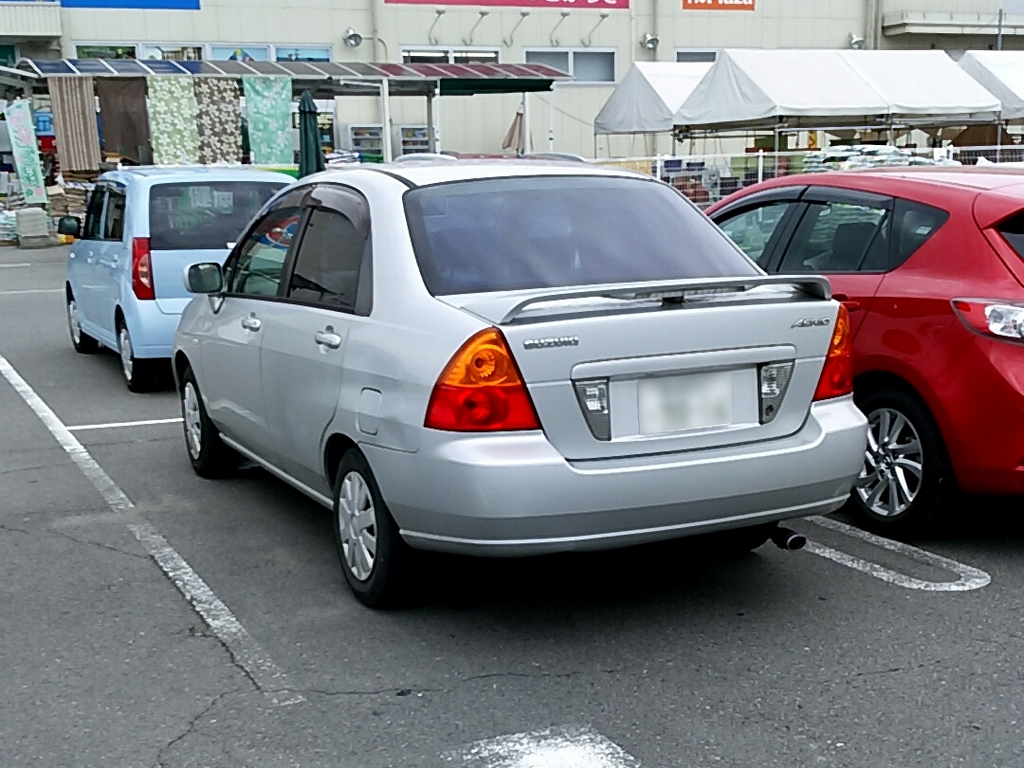
Suzuki Liana szedán hátulról